# 淺野忠信
淺野忠信（日语：／ Asano Tadanobu，1973年11月27日—），本名佐藤忠信（日语：／ Satō Tadanobu），日本男演员、音乐人，2025年，凭《幕府将军》获得第82届金球奖剧情类剧集最佳男配角奖‌，成为首位获得该奖项的亚洲演员。

## 職業生涯
淺野忠信生於橫濱市本牧地區，其父親為藝術家佐藤幸久，母親為順子，而順子的父親則是一位美國人，吉姆·歐文。淺野忠信的哥哥生於1971年，而他則是一位音樂家。
其父親是一位演員代理，因此他在淺野忠信16歲時建議他參與校園教育電視劇《3年B組金八先生》的拍攝工作。於1990年，淺野忠信參與《笨金鱼》的演出，而這也是其處女作。但是，直至他在1993年參與《无名地带Fried Dragon Fish》的演出後，他才開始獲得知名度。他於1995年在《幻之光》中演出成為了他第一個在國際上的成功。之後，他於2001年參與偽紀錄片《Distance》的演出。他在國際間最有名的作品為武士電影1999年的《御法度》、2003年的《座頭市》，以及廣受好評的《光明的未來》。
他參與了2003年電影《茶之味》的演出，而該電影後來在第57届戛纳电影节首映。同年，他亦於彭力·雲坦拿域安電影《地球只剩我和你》中飾演主角賢二，並於該導演的另一作《无形海浪》中擔任主要角色。於2007年，他在奧斯卡提名影片《蒙古王》中飾演主角鐵木真。於2009年，他在日本電影《櫻之桃與蒲公英》中飾演一名醉漢，但他實際上是不喝酒的。於2011年，他在漫威電影宇宙電影《雷神》中飾演，而此即他的第一部好莱坞作品。他亦在2013年電影《雷神奇俠2：黑暗世界》、2017年電影《雷神奇俠3：諸神黃昏》中飾演同一角色。於2012年電影《超級戰艦》中，淺野忠信飾演永田艦長一角。
除了演藝事業外，淺野忠信亦要負責他前妻Chara主持的商業電視節目的導演工作。他是一位音樂家，並與石井岳龍組成了樂隊MACH-1.67。
淺野忠信和他的父親負責演員經理人公司Anore的營運工作，而隸屬此公司日本演員包括加瀨亮和菊地凜子。

## 個人生活
淺野忠信於1994年在電影《夢旅人》演出時結識了日本女歌手Chara。他們於1995年3月結婚，同年7月4日女兒佐藤堇(SUMIRE)誕生。1999年，兒子佐藤緋美誕生。2009年7月，Chara在其網站上公佈了離婚的消息，之後得到了兩個孩子的撫養權。2022年8月，與小18歲模特兒女星中田Culumi結婚。

## 電影作品
| 年分 | 電影                                                  | 導演                       | 備註                         |
| ---- | ----------------------------------------------------- | -------------------------- | ---------------------------- |
| 1990 | 《笨金魚》 バタアシ金魚                               | 松岡錠司                   |                              |
| 1992 | 《青春搖滾》 青春デンデケデケデケ                     | 大林宣彥                   |                              |
| 1993 | 《無名地帶》 FRIED DRAGON FISH                        | 岩井俊二                   |                              |
| 1995 | 《幻之光》 幻の光                                     | 是枝裕和                   | (第52屆威尼斯影展正式競賽片) |
| 1996 | 《戀旅人》 PiCNiC                                     | 岩井俊二                   |                              |
| 1996 | 《藍海美人》 ACRI                                     | 石井聰亙                   |                              |
| 1996 | 《無援》 Helpless                                     | 青山真治                   |                              |
| 1996 | 《燕尾蝶》 スワロウテイル                             | 岩井俊二                   |                              |
| 1997 | 《夢幻銀河》 ユメノ銀河                               | 石井聰亙                   |                              |
| 1998 | 《狂戀高校生》 ラブ&ポップ                            | 庵野秀明                   |                              |
| 1998 | 《鯊皮男與蜜桃女》 鮫肌男と桃尻女                     | 石井克人                   |                              |
| 1999 | 《三條人》 孔雀                                       | 杜可風                     |                              |
| 1999 | 《雙生兒》                                            | 塚本晉也                   |                              |
| 1999 | 《御法度》 御法度                                     | 大島渚                     | (第53屆坎城影展正式競賽片)   |
| 2000 | 《風花》 風花'                                        | 相米慎二                   |                              |
| 2001 | 《8萬伏特霹靂神龍》 ELECTRIC DRAGON 80000V            | 石井聰亙                   |                              |
| 2001 | 《這麼…遠，那麼近》 DISTANCE                          | 是枝裕和                   | (第54屆坎城影展正式競賽片)   |
| 2001 | 《殺手阿一》 殺し屋１                                 | 三池崇史                   |                              |
| 2003 | 《光明的未來》 アカルイミライ                         | 黑澤清                     | (第56屆坎城影展正式競賽片)   |
| 2003 | 《地球只剩我和你》                                    | 彭力·雲坦拿域安            |                              |
| 2003 | 《座頭市》 座頭市                                     | 北野武                     | (第60屆威尼斯影展正式競賽片) |
| 2003 | 《珈琲時光》 珈琲時光                                 | 侯孝賢                     | (第61屆威尼斯影展正式競賽片) |
| 2005 | 《神啊神！你為何離開我》 エリ・エリ・レマ・サバクタニ | 青山真治                   |                              |
| 2005 | 《亂步地獄》 乱步地獄                                 | 竹內卓 實相寺昭雄 佐藤壽保 |                              |
| 2006 | 《無形海浪》 คำพิพากษาของมหาสมุทร                       | 彭力·雲坦拿域安            | (第56屆柏林影展正式競賽片)   |
| 2006 | 《花之武者》 花よりもなほ                             | 是枝裕和                   |                              |
| 2007 | 《悲傷假期》 サッド ヴァケイション                    | 青山真治                   |                              |
| 2008 | 《母親》 母べえ                                       | 山田洋次                   | (第58屆柏林影展正式競賽片)   |
| 2011 | 《雷神索爾》 Thor                                     |                            |                              |
| 2011 | 《鬼壓床了沒》 ステキな金縛り                         | 三谷幸喜                   |                              |
| 2012 | 《超級戰艦》 Battleship                               | 彼得·柏格                  |                              |
| 2012 | 《我最親愛的》 あなたへ                               | 降旗康男                   |                              |
| 2013 | 《雷神索爾2：黑暗世界》 Thor: The Dark World          | 亞倫·泰勒                  |                              |
| 2013 | 《清須會議》                                          | 三谷幸喜                   |                              |
| 2013 | 《浪人47》 47 Ronin                                   | 卡爾·埃里克·瑞辛奇         |                              |
| 2015 | 《岸邊之旅》 岸辺の旅                                 | 黑澤清                     |                              |
| 2015 | 《我的長崎母親》 母と暮せば                           | 山田洋次                   |                              |
| 2015 | 《蚱蜢》                                              | 瀧本智行                   |                              |
| 2016 | 《臨淵而慄》 淵に立つ                                 | 深田晃司                   |                              |
| 2016 | 《沈默》 Silence                                      | 馬丁·史柯西斯              |                              |
| 2017 | 《雷神索爾3：諸神黃昏》 Thor: Ragnarok                |                            |                              |
| 2017 | 《羅曼蒂克消亡史》                                    | 程耳                       |                              |
| 2018 | 《局外人》 The Outsider                               | 馬汀·贊帝維                | (Netflix電影)                |
| 2019 | 《決戰中途島》 Midway                                 | 羅蘭·艾默瑞奇              |                              |
| 2021 | 《真人快打》 Mortal Kombat                            | 西蒙·姆克奎德              |                              |
| 2021 | 《絕命凱特》 Kate                                     | 塞德里克·尼可拉斯－薩科    |                              |

## 外部連結
- （英文）淺野忠信官方網站（页面存档备份，存于）

- （英文）淺野忠信在互联网电影资料库（IMDb）上的資料（英文）
- （日語）JMDb的淺野忠信 （页面存档备份，存于）
- 淺野忠信的X（前Twitter）（日語）
- 淺野忠信的Instagram帳戶